# Catherine Vickers
Catherine Vickers (* 1952 in Regina, Kanada) ist eine kanadische Pianistin und emeritierte Hochschulprofessorin.

## Leben und Wirken
Catherine Vickers studierte zunächst in Edmonton. Nachdem sie bereits 1969 in Wien Meisterklassen bei Alfred Brendel, Jörg Demus und Paul Badura-Skoda besucht hatte, setzte sie ihr Studium ab 1971 mit einem Stipendium des Canada Council an der Hochschule für Musik und Theater Hannover bei Bernhard Ebert und Hans Leygraf fort. Im Jahr 1979 gewann sie den ersten Preis beim Internationalen Busoni-Klavierwettbewerb und war 1981 Preisträgerin bei der Sydney International Piano Competition.
Als Professorin lehrte sie ab 1981 an der Folkwang Universität der Künste Essen und anschließend von 1998 bis 2018 an der Hochschule für Musik Frankfurt am Main, wo sie ab 2014 auch als Dekanin wirkte. Außerdem gab sie international Meisterkurse, zum Beispiel an der Sommerakademie Mozarteum Salzburg, beim Varna Summer Festival in Warna und beim Euro Festival Korea.
Als Pianistin konzertierte Vickers parallel zu ihrer Lehrtätigkeit in Europa, Nord- und Südamerika sowie in Asien. Neben ihrem klassischen Repertoire engagiert sie sich besonders für die Förderung der zeitgenössischen Musik, darunter mehrere Uraufführungen, und trat regelmäßig bei internationalen Festivals Neuer Musik auf.
Als Jurorin wirkte sie bei zahlreichen internationalen Klavier- und Kammermusikwettbewerben, unter anderem beim Busoni-Wettbewerb und beim Internationalen Klavierwettbewerb Ettlingen.
Catherine Vickers ist mit dem Komponisten Nicolaus A. Huber verheiratet. Ihr Onkel war der Opernsänger Jon Vickers.

## Publikationen
- Die Hörende Hand. Klavierübungen zur Zeitgenössischen Musik. 3 Bände. Schott, Mainz.

## Diskografie (Auswahl)
- Nicolaus A. Huber: Beds and Brackets (col legno AU 31821; 1992)
- Nicolaus A. Huber: Gesamtklavierwerk 1964–1996. Catherine Vickers, Klavier (Koch Schwann; 1998)
- Hindemith: Sonaten für Bratsche und Klavier. Hideko Kobayashi, Bratsche; Catherine Vickers, Klavier.
- Claus Kühnl: Offene Weite. Catherine Vickers und Andreas Weimer, Klavier; Michinori Bunya, Kontrabass (Cavalli Records; 2000)
- Walzer im Wandel des 20. Jahrhunderts. Werke von u. a. Charles Ives, Alexander Skrjabin, Maurice Ravel, Claude Debussy. (Ars Musici in Koproduktion mit WDR 3; 2005)
- Nicolaus A. Huber AION. Darauf mit Catherine Vickers: ALGOL für Klavier solo und Ohne Hölderlin für Klavier und Kontrabass mit Michinori Bunya, Kontrabass (NEOS; 2022)[9]
- Dazwischen – Die Zusammenarbeit der Komponisten Kunsu Shim und Gerhard Stäbler, herausgegeben von Elisabeth von Leliwa. Mit Catherine Vickers, Mabel Yu-ting Huang, Klavier; Jieun Jun, Saitenspieler; Arnold Marinissen, Schlagzeug; Katharina Gross, Violoncello (Are Verlag; 2022)